# Knesselare
Knesselare és un antic municipi belga de la província de Flandes Oriental a la regió de Flandes. Comprenia la vila de Knesselare i d'Ursel. La població total de Knesselare a l'1 d'agost de 2015 era de 8.171 habitants. L'àrea total és 37.27 km² amb el que la densitat de població és 219 habitants/km². Al seu torn, l'1 de gener de 2019 va fusionar amb Aalter per formar un municipi nou que va mantenir el nom d'Aalter.
El nom del municipi deriva de les paraules germàniques klisse (herba) i laar, (terreny de mala herba humida).
A la regió es troba la fàbrica de la cervesa Pierlala que va guanyar el 2010 amb la seva cervesa rossa 6,5 ° la «Medalla d'Or a la millor cervesa del món belga estil blonde» a la Copa Mundial de la Cervesa a Chicago, Estats Units.

## Nuclis
| #  | Nom        | Extensió (km²) | Població (01/01/2006) |
| -- | ---------- | -------------- | --------------------- |
| I  | Knesselare | 16,55          | 5.235                 |
| II | Ursel      | 20,72          | 2.665                 |

## Situació
- a. Maldegem
- b. Adegem (Maldegem)
- c. Oostwinkel (Zomergem)
- d. Zomergem
- e. Bellem (Aalter)
- f. Aalter
- g. Sint-Joris (Beernem)
- h. Oedelem (Beernem)

## Galeria

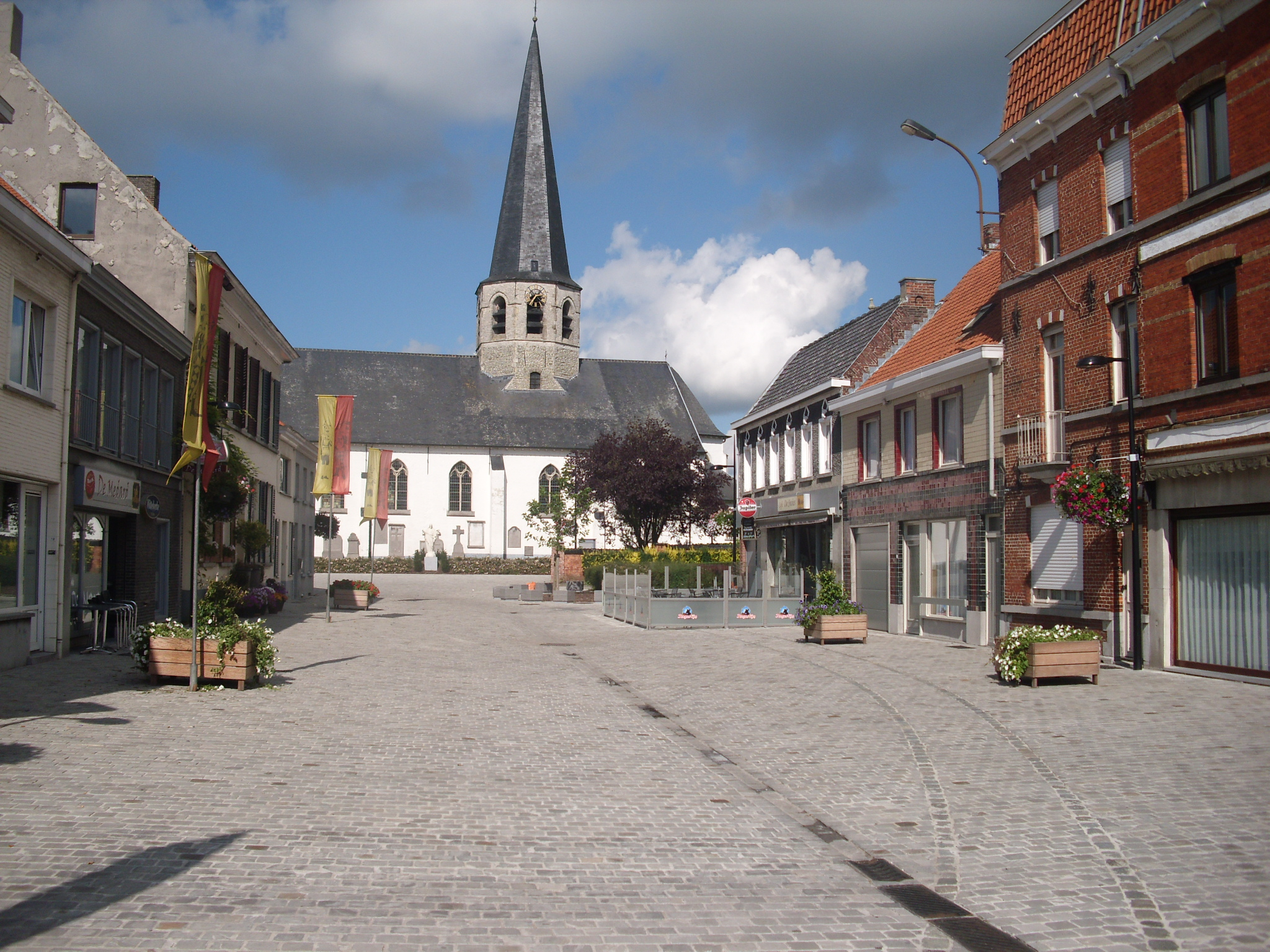
Centtre del poble d'Ursel.
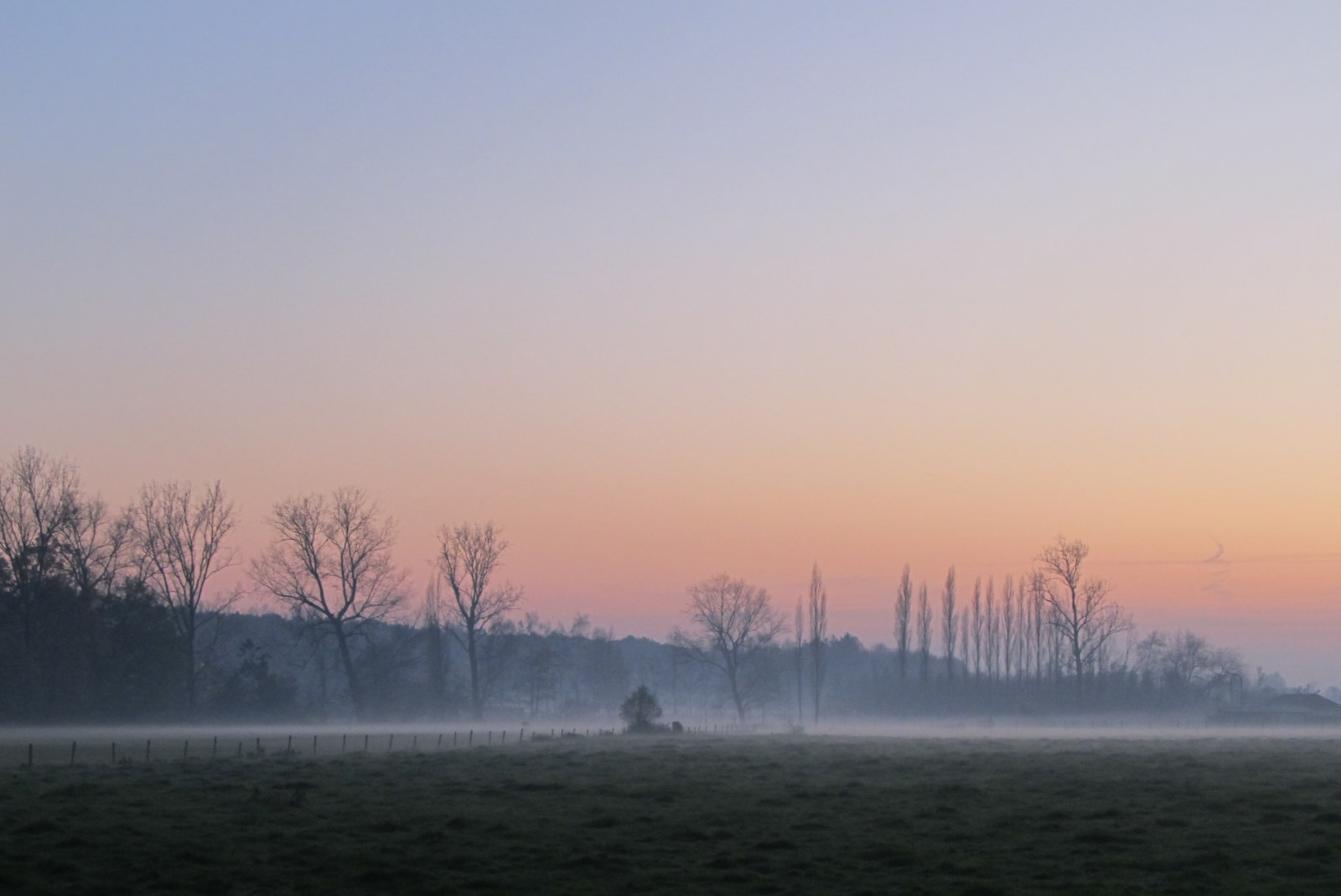
Alba en Drongengoedbos.
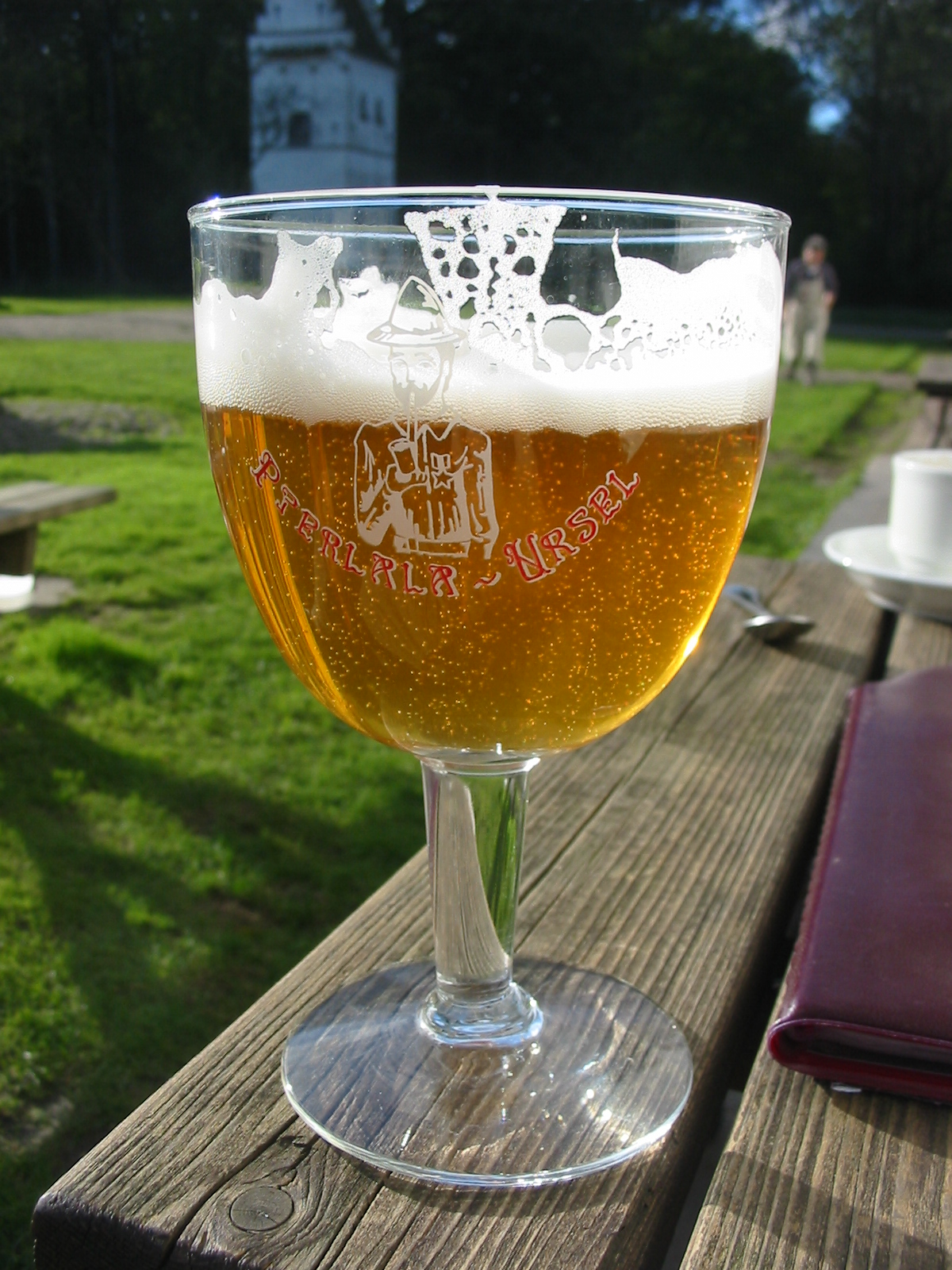
Cervesa Pierlala.